# Wasserball-Weltmeisterschaften 2009
Die Wasserball-Weltmeisterschaften 2009 fand im Rahmen der Schwimmweltmeisterschaften 2009 in der italienischen Hauptstadt Rom vom 19. Juli bis zum 1. August statt. Die insgesamt 96 Spiele (je 48 bei den Männern und den Frauen) wurden im Foro Italico ausgetragen.
Bei den Männern konnte sich die Mannschaft Serbiens den Titel sichern. Sie gewann das Finale gegen Spanien mit 14:13 nach Fünfmeterwerfen. Dritter wurde der Titelverteidiger aus Kroatien. Die deutsche Mannschaft belegte am Ende den sechsten Platz.
Weltmeister der Frauen wurde der Titelverteidiger USA, dessen Team sich im Finale gegen Kanada durchsetzte. Den dritten Platz belegte das russische Team. Deutschland erreichte den zehnten Platz.

## Männer
Am Wettbewerb der Männer nahmen 16 Mannschaften teil.
| Gruppe A    | Gruppe B   | Gruppe C   | Gruppe D   |
| ----------- | ---------- | ---------- | ---------- |
| Südafrika   | Montenegro | Kasachstan | USA        |
| Kanada      | Kroatien   | Serbien    | Mazedonien |
| Deutschland | China      | Australien | Italien    |
| Ungarn      | Brasilien  | Spanien    | Rumänien   |

### Gruppe A
| Pl. | Team        | Sp. | S | U | N | Tore  | Diff. | Pkt. |
| --- | ----------- | --- | - | - | - | ----- | ----- | ---- |
| 1   | Ungarn      | 3   | 2 | 1 | 0 | 37:18 | +19   | 5    |
| 2   | Kanada      | 3   | 2 | 0 | 1 | 23:20 | +03   | 4    |
| 3   | Deutschland | 3   | 1 | 1 | 1 | 25:16 | +09   | 3    |
| 4   | Südafrika   | 3   | 0 | 0 | 3 | 10:41 | −31   | 0    |

| 20. Juli | Südafrika | – | Deutschland | 04:14 |
|          | Kanada    | – | Ungarn      | 06:15 |
| 22. Juli | Ungarn    | – | Deutschland | 07:07 |
|          | Südafrika | – | Kanada      | 01:12 |
| 24. Juli | Südafrika | – | Ungarn      | 05:15 |
|          | Kanada    | – | Deutschland | 05:04 |

### Gruppe B
| Pl. | Team                | Sp. | S | U | N | Tore  | Diff. | Pkt. |
| --- | ------------------- | --- | - | - | - | ----- | ----- | ---- |
| 1   | Kroatien            | 3   | 3 | 0 | 0 | 37:12 | +25   | 6    |
| 2   | Montenegro          | 3   | 2 | 0 | 1 | 38:20 | +18   | 4    |
| 3   | Volksrepublik China | 3   | 1 | 0 | 2 | 18:34 | −16   | 2    |
| 4   | Brasilien           | 3   | 0 | 0 | 3 | 12:39 | −27   | 0    |

| 20. Juli | Montenegro | – | China     | 14:04 |
|          | Kroatien   | – | Brasilien | 11:02 |
| 22. Juli | Brasilien  | – | China     | 05:09 |
|          | Montenegro | – | Kroatien  | 05:11 |
| 24. Juli | Montenegro | – | Brasilien | 19:05 |
|          | Kroatien   | – | China     | 15:05 |

### Gruppe C
| Pl. | Team       | Sp. | S | U | N | Tore  | Diff. | Pkt. |
| --- | ---------- | --- | - | - | - | ----- | ----- | ---- |
| 1   | Spanien    | 3   | 3 | 0 | 0 | 35:24 | +11   | 6    |
| 2   | Serbien    | 3   | 1 | 1 | 1 | 37:22 | +15   | 3    |
| 3   | Australien | 3   | 1 | 1 | 1 | 32:28 | +04   | 3    |
| 4   | Kasachstan | 3   | 0 | 0 | 3 | 15:45 | −30   | 0    |

| 20. Juli | Kasachstan | – | Australien | 07:14 |
|          | Serbien    | – | Spanien    | 09:11 |
| 22. Juli | Spanien    | – | Australien | 13:10 |
|          | Kasachstan | – | Serbien    | 03:20 |
| 24. Juli | Kasachstan | – | Spanien    | 05:11 |
|          | Serbien    | – | Australien | 08:08 |

### Gruppe D
| Pl. | Team           | Sp. | S | U | N | Tore  | Diff. | Pkt. |
| --- | -------------- | --- | - | - | - | ----- | ----- | ---- |
| 1   | USA            | 3   | 3 | 0 | 0 | 29:19 | +10   | 6    |
| 2   | Rumänien       | 3   | 2 | 0 | 1 | 17:16 | +01   | 4    |
| 3   | Italien        | 3   | 1 | 0 | 2 | 25:20 | +05   | 2    |
| 4   | Nordmazedonien | 3   | 0 | 0 | 3 | 15:31 | −16   | 0    |

| 20. Juli | Mazedonien | – | Rumänien   | 04:06 |
|          | USA        | – | Italien    | 09:08 |
| 22. Juli | USA        | – | Mazedonien | 13:06 |
|          | Rumänien   | – | Italien    | 06:05 |
| 24. Juli | USA        | – | Rumänien   | 07:05 |
|          | Mazedonien | – | Italien    | 05:12 |

### Platzierungsspiele (Platz 13–16)
Die jeweils Letztplatzierten der Gruppenspiele spielten die Plätze 13 bis 16 aus.
| Qualifikation     |            |   |            |            |
| 26. Juli          | Südafrika  | – | Brasilien  | 07:08      |
|                   | Kasachstan | – | Mazedonien | 04:11      |
| Spiel um Platz 15 |            |   |            |            |
| 28. Juli          | Südafrika  | – | Kasachstan | 06:05      |
| Spiel um Platz 13 |            |   |            |            |
| 28. Juli          | Brasilien  | – | Mazedonien | 16:15 n.F. |

### Qualifikation zum Viertelfinale
Die Qualifikation wurde von den Gruppenzweiten und -dritten der Vorrunde ausgetragen. Die Sieger der Begegnungen qualifizierten sich für das Viertelfinale, die Verlierer spielten um Platz neun bis zwölf.
| 26. Juli | Kanada      | – | China      | 09:05       |
|          | Deutschland | – | Montenegro | 09:08 n. V. |
|          | Serbien     | – | Italien    | 07:05       |
|          | Australien  | – | Rumänien   | 05:07       |

### Platzierungsspiele (Platz 9–12)
Die Plätze 9 bis 12 wurden unter den Verlierern der Viertelfinal-Qualifikation ausgespielt.
| Qualifikation     |            |   |            |       |
| 28. Juli          | China      | – | Montenegro | 05:13 |
|                   | Italien    | – | Australien | 06:08 |
| Spiel um Platz 11 |            |   |            |       |
| 30. Juli          | China      | – | Italien    | 07:14 |
| Spiel um Platz 9  |            |   |            |       |
| 30. Juli          | Montenegro | – | Australien | 08:07 |

### Viertelfinale
Die Viertelfinals wurden zwischen den Gruppenersten der Vorrunde und den Siegern der Viertelfinal-Qualifikation ausgetragen.
| 28. Juli | Ungarn   | – | Serbien     | 09:10 n. V. |
|          | Kroatien | – | Rumänien    | 07:05       |
|          | Spanien  | – | Kanada      | 11:04       |
|          | USA      | – | Deutschland | 08:05       |

### Platzierungsspiele (Platz 5–8)
Die Plätze 5 bis 8 wurden unter den Verlierern der Viertelfinals ausgespielt.
| Qualifikation    |          |   |             |       |
| 30. Juli         | Ungarn   | – | Rumänien    | 13:08 |
|                  | Kanada   | – | Deutschland | 05:09 |
| Spiel um Platz 7 |          |   |             |       |
| 1. August        | Rumänien | – | Kanada      | 09:06 |
| Spiel um Platz 5 |          |   |             |       |
| 1. August        | Ungarn   | – | Deutschland | 09:06 |

### Halbfinale
Die Sieger der Viertelfinalspiele bestritten die Halbfinals.
| 30. Juli | Serbien | – | Kroatien | 12:11 |
|          | Spanien | – | USA      | 07:06 |

### Finals
Die Sieger der Halbfinals spielten im Finale um den Weltmeistertitel, die Verlierer der Halbfinalspiele bestritten das Spiel um Platz 3.
| Spiel um Platz 3 |          |   |         |            |
| 1. August        | Kroatien | – | USA     | 08:06      |
| Finale           |          |   |         |            |
| 1. August        | Serbien  | – | Spanien | 14:13 n.F. |

### Platzierungstabelle
| Platz | Land                | Athleten | Trainer             |
| ----- | ------------------- | --- | ------------------- |
| 1     | Serbien             | Slobodan Soro, Marko Avramović, Živko Gocić, Vanja Udovičić, Slavko Gak, Duško Pijetlović, Slobodan Nikić, Milan Aleksić, Nikola Rađen, Filip Filipović, Andrija Prlainović, Stefan Mitrović, Gojko Pijetlović                                                                 | Dejan Udovičić      |
| 2     | Spanien             | Iñaki Aguilar, Mario García, David Martín, Blai Mallarach, Guillermo Molina, Marc Minguell, Iván Gallego, Albert Español, Xavier Vallès, Felipe Perrone, Ivan Pérez, Xavier García, Daniel López                                                                               | Rafael Aguilar      |
| 3     | Kroatien            | Ivo Brzica, Damir Burić, Miho Bošković, Nikša Dobud, Ivan Buljubašić, Srđan Antonijević, Frano Karač, Andro Bušlje, Sandro Sukno, Samir Barač, Igor Hinić, Paulo Obradović, Josip Pavić                                                                                        | Ratko Rudić         |
| 4     | USA                 | Merrill Moses, Peter Varellas, Brian Alexander, Jeffrey Powers, Adam Wright, Justin Johnson, Layne Beaubien, Anthony Azevedo, Ryan Bailey, Timothy Hutten, Jesse Smith, James Krumpholz, Genai Kerr                                                                            | Terry Schroeder     |
| 5     | Ungarn              | István Gergely, Márton Szivós, Norbert Madaras, Dénes Varga, Miklós Gór-Nagy, Norbert Hosnyánszky, Gergely Kiss, Zsolt Varga, Dániel Varga, Péter Biros, Gábor Kis, Balázs Hárai, Viktor Nagy                                                                                  | Dénes Kemény        |
| 6     | Deutschland         | Alexander Tchigir, Florian Naroska, Fabian Schrödter, Marko Savic, Marko Stamm, Marc Politze, Heiko Nossek, Julian Real, Tobias Preuß, Moritz Oeler, Andreas Schlotterbeck, Sören Mackeben, Roger Kong                                                                         | Hagen Stamm         |
| 7     | Rumänien            | Eduard Mihai Drăguşin, Cosmin Alexandru Radu, Tiberiu Negrean, Nicolae Virgil Diaconu, Andrei Ionut Iosep, Dan Andrei Buşilă, Gheorghe Florin Dunca, Alexandru Matei Guiman, Edward Andrei Dina, Ramiro Georgescu, Alexandru Ghiban, Kalman Kadar, Dragoş Constantin Stoenescu | István Kovács       |
| 8     | Kanada              | Robin Randall, Constantin Kudaba, Jonathan Ruse, Nicolas Constantin-Bicari, Justin Boyd, Thomas Marks, Brandon Jung, Kevin Graham, Aaron Feltham, Dusko Dakic, Devon Diggle, Jared McElroy, Nicolas Youngblud                                                                  | Dragan Jovanovic    |
| 9     | Montenegro          | Zdravko Radić, Draško Brguljan, Vjekoslav Pasković, Nikola Vukčević, Aleksandar Radović, Milan Ticić, Mlađan Janović, Nikola Janović, Aleksandar Ivović, Boris Zloković, Vladimir Gojković, Predrag Jokić, Miloš Šćepanović                                                    | Mirko Blažević      |
| 10    | Australien          | James Stanton, Richard Campbell, Timothy Cleland, Nicholas O’Halloran, Robert Maitland, Anthony Martin, John Cotterill, Grant Richardson, Thomas Whalan, William Miller, Rhys Howden, Sean Boyd, Luke Quinlivan                                                                | John Fox            |
| 11    | Italien             | Stefano Tempesti, Federico Mistrangelo, Alex Giorgetti, Fabrizio Buonocore, Valentino Gallo, Maurizio Felugo, Andrea Mangiante, Valerio Rizzo, Niccolò Figari, Alessandro Calcaterra, Matteo Aicardi, Goran Fiorentini, Tommaso Negri                                          | Alessandro Campagna |
| 12    | Volksrepublik China | Ge Weiqing, Liang Zhongxing, Li Jun, Yu Lijun, Tan Feihu, Wang Beiming, Li Bin, Wang Yong, Wang Yang, Xie Junmin, Han Zhidong, Guo Junliang, Wu Honghui | Cai Tianxiong       |
| 13    | Brasilien           | André Cordeiro, Conrado Bertoluzzi, Marco Santos, Lucas Vita, Marcelo Franco, Leandro Machado, Felipe Silva, Ruda Franco, Erik Seegerer, Felipe Franco, Daniel Mameri, Danilo Corrêa, Luis Maurício Santos                                                                     | Bárbaro Diaz        |
| 14    | Nordmazedonien      | Dalibor Perčinić, Anastas Beley, Ivan Vuksanovic, Dimitar Dimovski, Nebojsa Milic, Dimitar Stojcev, Marko Micic, Vladimir Kreckovic, Dusan Krstic, Marko Basic, Nenad Petrovic, Danijel Benic, Milos Urosevic                                                                  | Stevan Nonkovic     |
| 15    | Südafrika           | Dwayne Flatscher, Etienne le Roux, Andrew Ridley, Kevin O’Brien, Wesley Bohata, Jason Kyte, Christopher Brown, Ryan Bell, Rick Diesel, Pierre le Roux, Adam Kajee, Duncan Woods, Donn Stewart                                                                                  | Vladimir Trnicic    |
| 16    | Kasachstan          | Aleksandr Anissimow, Aleksej Schmider, Aleksandr Gaidukow, Sergej Gorowoj, Murat Schakenow, Wladislaw Andrejew, Roman Pinipenko, Nikita Kokorin, Rustam Ukumanow, Michail Rudaj, Rawil Manafow, Adil Temrchanow, Aleksej Demtschenko                                           | Sergej Droschdow    |

## Frauen
Am Wettbewerb der Frauen nahmen 16 Teams teil.
| Gruppe A   | Gruppe B     | Gruppe C   | Gruppe D    |
| ---------- | ------------ | ---------- | ----------- |
| Usbekistan | Russland     | Neuseeland | Deutschland |
| China      | USA          | Kanada     | Brasilien   |
| Italien    | Griechenland | Südafrika  | Spanien     |
| Ungarn     | Kasachstan   | Australien | Niederlande |

### Gruppe A
| Pl. | Team                | Sp. | S | U | N | Tore  | Diff. | Pkt. |
| --- | ------------------- | --- | - | - | - | ----- | ----- | ---- |
| 1   | Ungarn              | 3   | 3 | 0 | 0 | 36:17 | +19   | 6    |
| 2   | Italien             | 3   | 2 | 0 | 1 | 36:21 | +15   | 4    |
| 3   | Volksrepublik China | 3   | 1 | 0 | 2 | 45:27 | +18   | 2    |
| 4   | Usbekistan          | 3   | 0 | 0 | 3 | 14:66 | −52   | 0    |

| 19. Juli | China      | – | Ungarn  | 07:10 |
|          | Usbekistan | – | Italien | 03:20 |
| 21. Juli | Usbekistan | – | China   | 06:28 |
|          | Ungarn     | – | Italien | 08:05 |
| 23. Juli | Usbekistan | – | Ungarn  | 05:18 |
|          | China      | – | Italien | 10:11 |

### Gruppe B
| Pl. | Team         | Sp. | S | U | N | Tore  | Diff. | Pkt. |
| --- | ------------ | --- | - | - | - | ----- | ----- | ---- |
| 1   | Russland     | 3   | 3 | 0 | 0 | 48:23 | +25   | 6    |
| 2   | USA          | 3   | 2 | 0 | 1 | 41:25 | +16   | 4    |
| 3   | Griechenland | 3   | 1 | 0 | 2 | 29:32 | −03   | 2    |
| 4   | Kasachstan   | 3   | 0 | 0 | 3 | 16:54 | −38   | 0    |

| 19. Juli | Russland   | – | Griechenland | 14:09 |
|          | USA        | – | Kasachstan   | 19:06 |
| 21. Juli | Kasachstan | – | Griechenland | 06:12 |
|          | Russland   | – | USA          | 11:10 |
| 23. Juli | Russland   | – | Kasachstan   | 23:04 |
|          | USA        | – | Griechenland | 12:08 |

### Gruppe C
| Pl. | Team       | Sp. | S | U | N | Tore  | Diff. | Pkt. |
| --- | ---------- | --- | - | - | - | ----- | ----- | ---- |
| 1   | Australien | 3   | 2 | 1 | 0 | 43:12 | +31   | 5    |
| 2   | Kanada     | 3   | 2 | 1 | 0 | 38:17 | +21   | 5    |
| 3   | Neuseeland | 3   | 1 | 0 | 2 | 22:31 | −09   | 2    |
| 4   | Südafrika  | 3   | 0 | 0 | 3 | 12:55 | −43   | 0    |

| 19. Juli | Neuseeland | – | Südafrika  | 12:05 |
|          | Kanada     | – | Australien | 06:06 |
| 21. Juli | Australien | – | Südafrika  | 23:02 |
|          | Neuseeland | – | Kanada     | 06:12 |
| 23. Juli | Neuseeland | – | Australien | 04:14 |
|          | Kanada     | – | Südafrika  | 20:05 |

### Gruppe D
| Pl. | Team        | Sp. | S | U | N | Tore  | Diff. | Pkt. |
| --- | ----------- | --- | - | - | - | ----- | ----- | ---- |
| 1   | Spanien     | 3   | 2 | 1 | 0 | 44:33 | +11   | 5    |
| 2   | Niederlande | 3   | 2 | 1 | 0 | 34:28 | +06   | 5    |
| 3   | Deutschland | 3   | 0 | 1 | 2 | 30:37 | −07   | 1    |
| 4   | Brasilien   | 3   | 0 | 1 | 2 | 25:35 | −10   | 1    |

| 19. Juli | Deutschland | – | Spanien     | 12:17 |
|          | Brasilien   | – | Niederlande | 07:11 |
| 21. Juli | Niederlande | – | Spanien     | 15:15 |
|          | Deutschland | – | Brasilien   | 12:12 |
| 23. Juli | Deutschland | – | Niederlande | 06:08 |
|          | Brasilien   | – | Spanien     | 06:12 |

### Platzierungsspiele (Platz 13–16)
Die jeweils Letztplatzierten der Gruppenspiele spielten die Plätze 13 bis 16 aus.
| Qualifikation     |            |   |            |       |
| 25. Juli          | Usbekistan | – | Kasachstan | 04:16 |
|                   | Südafrika  | – | Brasilien  | 02:16 |
| Spiel um Platz 15 |            |   |            |       |
| 27. Juli          | Usbekistan | – | Südafrika  | 16:09 |
| Spiel um Platz 13 |            |   |            |       |
| 27. Juli          | Kasachstan | – | Brasilien  | 08:11 |

### Qualifikation zum Viertelfinale
Die Qualifikation wurde von den Gruppenzweiten und -dritten der Vorrunde ausgetragen. Die Sieger der Begegnungen qualifizierten sich für das Viertelfinale, die Verlierer spielten um Platz neun bis zwölf.
| 25. Juli | Italien    | – | Griechenland | 09:10 |
|          | China      | – | USA          | 09:12 |
|          | Kanada     | – | Deutschland  | 13:07 |
|          | Neuseeland | – | Niederlande  | 07:09 |

### Platzierungsspiele (Platz 9–12)
Die Plätze 9 bis 12 wurden unter den Verlierern der Viertelfinal-Qualifikation ausgespielt.
| Qualifikation     |             |   |             |       |
| 27. Juli          | Italien     | – | China       | 09:05 |
|                   | Deutschland | – | Neuseeland  | 08:07 |
| Spiel um Platz 11 |             |   |             |       |
| 29. Juli          | China       | – | Neuseeland  | 16:09 |
| Spiel um Platz 9  |             |   |             |       |
| 29. Juli          | Italien     | – | Deutschland | 12:03 |

### Viertelfinale
Die Viertelfinals wurden zwischen den Gruppenersten der Vorrunde und den Siegern der Viertelfinal-Qualifikation ausgetragen.
| 27. Juli | Ungarn     | – | Kanada       | 07:09 |
|          | Russland   | – | Niederlande  | 09:07 |
|          | Australien | – | Griechenland | 03:04 |
|          | Spanien    | – | USA          | 06:09 |

### Platzierungsspiele (Platz 5–8)
Die Plätze 5 bis 8 wurden unter den Verlierern der Viertelfinals ausgespielt.
| Qualifikation    |             |   |             |       |
| 29. Juli         | Ungarn      | – | Niederlande | 9:10  |
|                  | Australien  | – | Spanien     | 7:06  |
| Spiel um Platz 7 |             |   |             |       |
| 31. Juli         | Ungarn      | – | Spanien     | 11:06 |
| Spiel um Platz 5 |             |   |             |       |
| 31. Juli         | Niederlande | – | Australien  | 12:11 |

### Halbfinale
Die Sieger der Viertelfinalspiele bestritten die Halbfinals.
| 29. Juli | Kanada       | – | Russland | 08:07 |
|          | Griechenland | – | USA      | 07:08 |

### Finals
Die Sieger der Halbfinals spielten im Finale um den Weltmeistertitel, die Verlierer der Halbfinalspiele bestritten das Spiel um Platz 3.
| Spiel um Platz 3 |          |   |              |       |
| 31. Juli         | Russland | – | Griechenland | 10:09 |
| Finale           |          |   |              |       |
| 31. Juli         | Kanada   | – | USA          | 06:07 |

### Platzierungstabelle
| Platz | Land                | Athletinnen | Trainer           |
| ----- | ------------------- | --- | ----------------- |
| 1     | USA                 | Elizabeth Armstrong, Heather Petri, Brittany Hayes, Brenda Villa, Lauren Wenger, Tanya Gandy, Kelly Rulon, Jessica Steffens, Elsie Windes, Alison Gregorka, Moriah van Norman, Kameryn Craig, Jaime Komer                                                           | Adam Krikorian    |
| 2     | Kanada              | Rachel Riddell, Krystina Alogbo, Katrina Monton, Emily Csikos, Joelle Bekhazi, Whitney Genoway, Rosanna Tomiuk, Dominique Perreault, Carmen Eggens, Christine Robinson, Tara Campbell, Marina Radu, Marissa Janssens                                                | Patrick Oaten     |
| 3     | Russland            | Jewgenija Prozenko, Nadeschda Glysina, Jekaterina Prokofjewa, Sofia Konuch, Alena Wylegschanina, Natalja Ryschowa-Alenitschewa, Jekaterina Pantjulina, Jewgenija Sobolowa, Anna Timofejewa, Olga Beljajewa, Jewgenija Iwanowa, Julija Gaufler, Marija Kowtunowskaja | Alexander Kabanow |
| 4     | Griechenland        | Maria Tsouri, Christina Tsoukala, Konstantina Kouteli, Ilektra Psouni, Kyriaki Liosi, Alkisti Avramidou, Alexandra Asimaki, Antigoni Roumpesi, Angeliki Gerolymou, Triantafyllia Manolioudaki, Stavroula Antonakou, Georgia Lara, Eleni Kouvdou                     | George Morfesis   |
| 5     | Niederlande         | Ilse van der Meijden, Miloushka Smit, Mieke Cabout, Biurakn Hakhverdian, Sabrina van der Sloot, Nomi Stomphorst, Iefke van Belkum, Noeki Klein, Jantien Cabout, Nienke Vermeer, Rianne Guichelaar, Mieke van der Sloot, Anne Heinis                                 | Mauro Maugeri     |
| 6     | Australien          | Alicia McCormack, Holly Lincoln-Smith, Sophie Smith, Rebecca Rippon, Jane Moran, Bronwen Knox, Rowena Webster, Kate Gynther, Glencora Ralph, Jemma Dessauvagie, Melissa Rippon, Nicola Zagame, Victoria Brown                                                       | Gregory McFadden  |
| 7     | Ungarn              | Patricia Horvath, Eszter Tomaskovics, Ildiko Toth, Dora Kisteleki, Gabriella Szucs, Orsolya Takács, Rita Drávucz, Rita Keszthelyi, Fruzsina Bravik, Anikó Pelle, Agnes Valkai, Rita Poszkoli, Anikó Gyöngyössy                                                      | Matyas Petrovics  |
| 8     | Spanien             | Patricia del Soto, Blanca Gil Sorlí, Olga Domenech, Irene Hagen, Miriam Lopez-Escribano, Jennifer Pareja, Cristina López, Pilar Pena, Clara Aller, Ona Meseguer, Maica García, Laura López, Laura Ester                                                             | Joan Jane         |
| 9     | Italien             | Elena Gigli, Simona Abbate, Elisa Casanova, Silvia Bosurgi, Daniela Lavorini, Arianna Garibotti, Tania Di Mario, Roberta Bianconi, Giulia Emmolo, Federica Rocco, Annalisa Bosello, Teresa Frassinetti, Eleonora Gay                                                | Roberto Fiori     |
| 10    | Deutschland         | Simone Budde, Sandra Schilling, Linda Gerritsen, Claudia Kern, Katrin Dierolf, Claudia Blomenkamp, Alexandra Schilling, Mariam Salloum, Theresa Klein, Nina Wengst, Carmen Gelse, Mandy Zöllner, Hanna Hanholz                                                      | René Reimann      |
| 11    | Volksrepublik China | Yang Jun, Teng Fei, Liu Ping, Sun Yu Jun, He Jin, Sun Yating, Zhang Lei, Gao Ao, Wang Yi, Ma Huanhuan, Sun Hui Zi, Qiao Lei Ying, Wang Ying | Shenghua Pan      |
| 12    | Neuseeland          | Carina Harache, Emily Cox, Kelly Mason, Rebecca McGuinness, Amy Logan, Lynlee Smith, Ashley Smallfield, Lauren Sieprath, Anna Sieprath, Casie Bowry, Kristen Hudson, Alexandra Myles, Dana Harvey                                                                   | Todd Clapper      |
| 13    | Brasilien           | Tess Oliveira, Cecilia Canetti, Flavia Fernandes, Marina Canetti, Marina Zablith, Gabriela Mantellati, Cristina Beer, Luisa Carvalho, Fernanda Lissoni, Camila Pedrosa, Flavia Vigna, Melina Teno, Manuela Canetti                                                  | Pablo Cuesta      |
| 14    | Kasachstan          | Galina Rjatowa, Natalja Kutusowa, Aischan Akilbajewa, Anna Turowa, Natalja Ribatschek, Anna Subkowa, Samira Mirtsabekowa, Jekaterina Garijewa, Agata Tnaschewa, Marina Gritsenko, Alexandra Roschentsewa, Assem Mussarowa, Alexandra Turowa                         | Larissa Olchina   |
| 15    | Usbekistan          | Natalija Muraschkina, Diana Dadabajewa, Anna Pljusowa, Viktorija Gorodschanina, Jewgenija Iwanowa, Jesenija Piftor, Natalija Pljusowa, Anna Scheglowa, Ramilin Halikowa, Viktorija Salikowa, Olga Majorowa, Ljutsia Gibazowa, Elena Duchanowa                       | Natalja Rustamowa |
| 16    | Südafrika           | Hayley Duncan, Delaine Christian, Megan Schooling, Laura Barrett, Tammy Heydenrych, Sarah Harris, Christine Barretto, Lee-Anne Keet, Samantha Keet, Marcelle Keet, Nicolette Poulos, Naydene Smith, Mbali Mpofu                                                     | Bradly Rowe       |